# Acrophiletis cosmocrossa
Acrophiletis cosmocrossa är en fjärilsart som beskrevs av Edward Meyrick 1932. Acrophiletis cosmocrossa ingår i släktet Acrophiletis och familjen stävmalar. Inga underarter finns listade i Catalogue of Life.